# William J. Browning

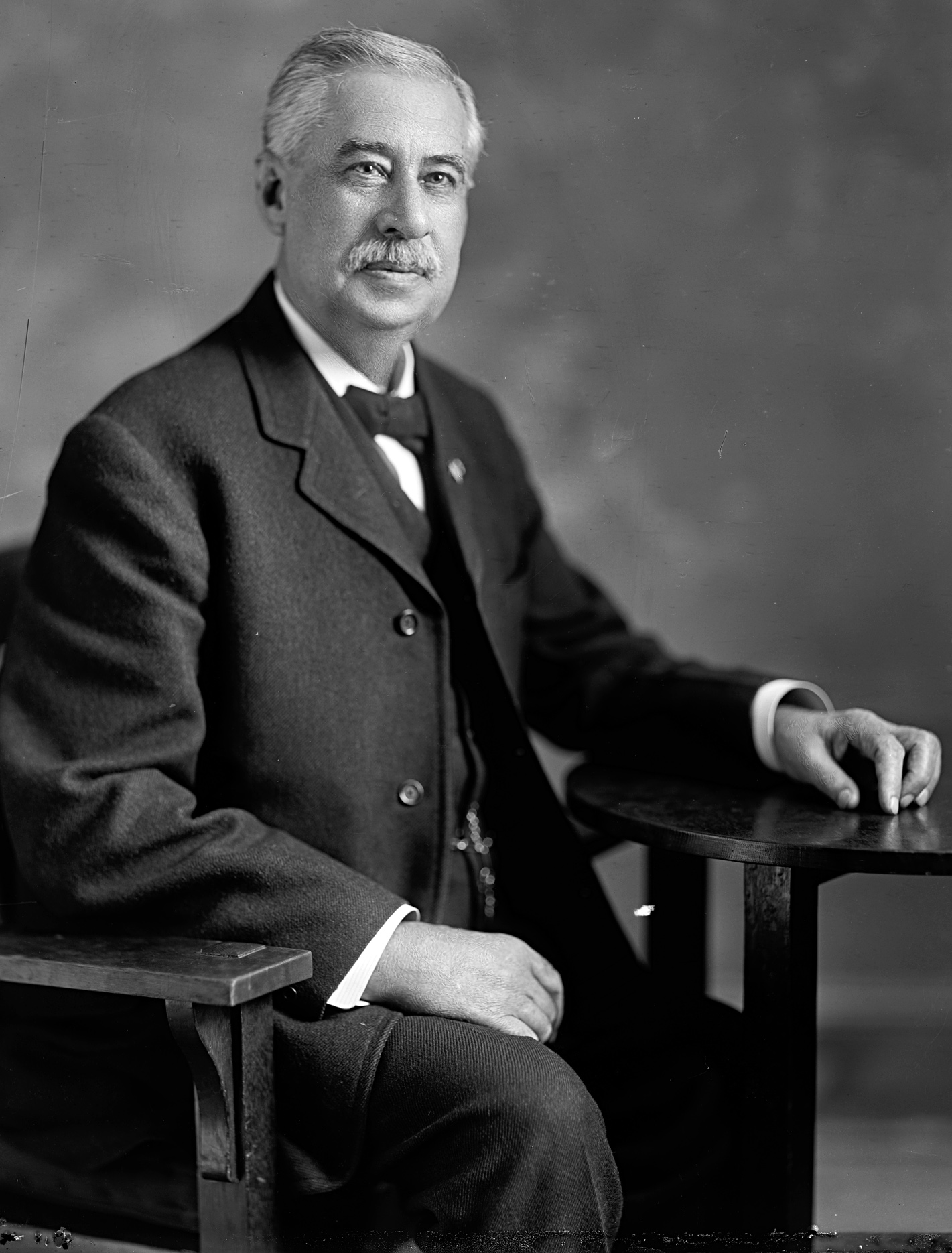
William J. Browning

William John Browning (* 11. April 1850 in Camden, New Jersey; † 24. März 1920 in Washington, D.C.) war ein US-amerikanischer Politiker. Zwischen 1911 und 1920 vertrat er den Bundesstaat New Jersey im US-Repräsentantenhaus.

## Werdegang
William Browning besuchte die Friends’ School und arbeitete danach in einem Kurzwarengeschäft. Er wurde Mitglied des Bildungsausschusses seiner Heimatstadt Camden und des dortigen Stadtrats. Zwischen 1889 und 1894 fungierte er als Posthalter in Camden. Politisch war er Mitglied der Republikanischen Partei. Von 1895 bis 1911 war er als Chief Clerk of the House of Representatives Verwaltungsangestellter beim Kongress.
Nach dem Tod des Abgeordneten Henry C. Loudenslager wurde Browning bei der fälligen Nachwahl für den ersten Sitz von New Jersey als dessen Nachfolger in das US-Repräsentantenhaus in Washington gewählt, wo er am 7. November 1911  sein neues Mandat antrat. Nach drei Wiederwahlen konnte er bis zu seinem Tod im Kongress verbleiben. Im Jahr 1913 wurden der 16., und der 17. Verfassungszusatz ratifiziert. 1919 folgte die 18. Verfassungsergänzung. In Brownings Zeit als Kongressabgeordneter fiel auch der Erste Weltkrieg. William Browning starb am 24. März 1920 im Kapitol in Washington. Er wurde in seiner Heimatstadt Camden beigesetzt.